# Liste der Mischnatraktate
Die folgende Liste einschließlich thematischer Erklärungen und Zusatzinformationen, auch zur talmudischen Weiterentwicklung, umfasst die 60 bzw. 63 Traktate der Mischna.
Die drei Traktate Bava qamma, Bava metzi’a und Bava batra in der Ordnung Nesiqin/Schädigungen bildeten ursprünglich einen Traktat, ebenso die Traktate Sanhedrin und Makkot.
Die Traktate, zu denen eine Gemara im Babylonischen Talmud vorliegt, wurden mit b markiert, bei Vorliegen einer Gemara im Jerusalemer Talmud steht j. Die Gemara bezeichnet in der rabbinischen Literatur die zweite Schicht des Talmuds. Ein Sternchen bezeichnet eine unvollständige Gemara im jeweiligen Talmud.
Eine Sugya besteht typischerweise aus einer rabbinischen Analyse, Kommentierung und Auslegung eines bestimmten Abschnitts der Mischna.

## Ordnung Seraʿimסֵדֶר זְרָעִים(Saaten, Samen)

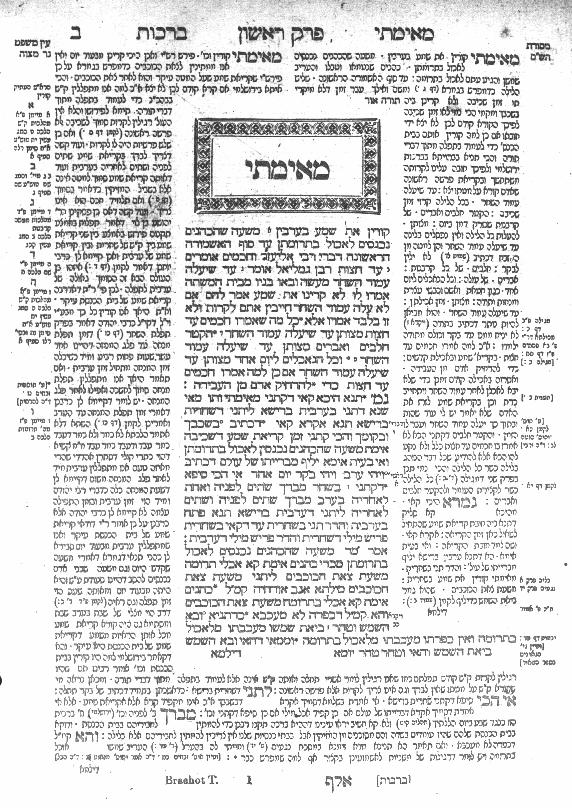
Talmud, Berachot.

1.1 Traktat Brachot מַסֶּכֶת בְּרָכוֹת („Segen“, „Segenssprüche“) bj; umfasst 9 Kapitel: Benediktionen und andere Gebetsvorschriften, landwirtschaftliche Vorschriften, Nennung des Gottesnamens bei der Begrüßung; enthält auch ein „Traumbuch“ (bT 55a-57b, hat aber bereits palästinische Quellen). Einziger Mischnatraktat der Ordnung Zeraim, zu dem es Gemara gibt, offenbar, weil die mit der Landwirtschaft zusammenhängenden Gesetze nur in Palästina galten. Der Traktat gehört im engeren Sinn nicht zur Ordnung Zera'im, sondern steht aufgrund seiner besonderen Bedeutung am Anfang der gesamten Mischna. Er wird deshalb sowohl im Talmud Bavli als auch im Talmud Jeruschalmi erklärt.
1.2 Traktat Pe'a מַסֶּכֶת פֵּאָה („Ecke“) j; 8 Kapitel: Ackerecken / Ackerwinkel für Arme, Armenrecht allgemein; Nachlese; Vergessenes; der Armenzehnte; der reisende Arme
1.3 Traktat Dmai מַסֶּכֶת דְּמַאי („Zweifelhaftes“) j; 7 Kapitel: zweifelhaft Verzehntetes, Früchte verzehntet oder nicht; wann nachverzehnten?
1.4 Traktat Kil'ajim מַסֶּכֶת כִּלְאַיִם („zweierlei“, „Heterogenes“, „Verschiedenartiges“, „Mischungen“) j; 9 Kapitel: behandelt die unerlaubte Vermischung verschiedener Arten einer Gattung, besonders Pflanzen (Mischsaaten) und Tiere (Tierkreuzungen), Mischgewebe [Vermischungen auf drei Gebieten verboten: Tiere: Tiere verschiedener Art sollen sich nicht begatten (Nutzung aber erlaubt). Nicht Ochse und Esel zusammen vor den Pflug spannen (gemäß Dtn 22,10 , „Ochse und Esel“ bezieht sich an allen Stellen auf alle Tiere). Pflanzen: Die Felder sollen nicht mit zweierlei Art besät werden. Bäume sollen nicht gepfropft werden, um die Art zu verbessern. Im Weinberg dürfen keine anderen Pflanzen angebaut werden (Nutzung eines derartigen Ertrags streng verboten). Kleider/Gewebe: Beim Vermischen von Geweben verbietet die Tora nur das Vermischen von Wolle und Flachs/Leinen (und zwar in einem Kleidungsstück; gemeinsam dürfen sie durchaus getragen werden, z. B. Wollpullover über Leinenhemd). Ein solch gemischtes Gewebe heißt Schatnes (Scha'atnes). Wer das Verbot streng befolgt, bezieht es auch auf Sofas, Lehnstühle und andere Polstermöbel]; über Bastarde
1.5 Traktat Schviʿit מַסֶּכֶת שְׁבִיעִית („Siebtes“, „Siebentes Jahr“) j; umfasst 10 Kapitel: das siebente Jahr, Schabbatjahr; Schemitta / Schmitta, „Erlass“, im pentateuchischen Gesetz Brach- (Ruhe-)jahr des Bodens, alle sieben Jahre wiederkehrend (nach sieben Schabbatjahren ein Jubeljahr); Brachjahr (Erlassjahr): Im Judentum hat die Zahl Sieben ein ganz besonderes Gewicht. Der siebte Tag ist der heilige Ruhetag; das siebte Jahr (Brachjahr) ist das Jahr, in dem das Land brachliegt. Die Gesetze für das Brachjahr sind umfangreich und kompliziert. Vor allem haben wir es hier mit drei Dingen zu tun: 1) dem Verbot, den Boden im siebten Jahr zu bebauen; 2) dem Verzicht auf die Ernte und Früchte dieses Jahres; 3) dem Schuldenerlass am Ende des siebten Jahres; Prosbul, Erklärung vor Gericht = pros boulen, dass man die Schulden jederzeit zurückfordern darf; die Vorschriften zum Brachjahr sind eng verbunden mit denen des Jobeljahrs. – Jobeljahr/Jubeljahr: Es findet nach sieben siebenjährigen Zyklen einmal alle 50 Jahre statt. In diesem Jahr wird das gekaufte Land seinem ursprünglichen Eigentümer zurückgegeben, hebräische Sklaven werden freigelassen und Tagelöhner entlassen, der Boden wird nicht bebaut, und man verzichtet wie im siebten Jahr auf die Ernte. Das Gesetz über das Jobeljahr gilt aber erst wieder, wenn ganz Israel im eigenen Lande wohnt. Das Jobeljahr wird durch Schofarblasen angekündigt
1.6 Traktat Trumot מַסֶּכֶת תְּרוּמוֹת („Abgaben“, „Heben“, „Hebe-Gaben“) j; 11 Kapitel: über die Hebe / Priesterhebe, Abgaben an Priester (Kohanim) und Leviten
1.7 Traktat Maʿasrot / Maʿaser rischon מַסֶּכֶת מַעֲשֵׂרות („erster Zehnter“ / „Zehnt“) j; 5 Kapitel: Zehnte, Verzehntung, Steuerabgaben an die landlosen Leviten
1.8 Maʿaser Scheni מַסֶּכֶת מַעֲשֵׂר שֵׁנִי (zweiter Zehnt(er), Abgabe des zweiten Zehnten) j; umfasst 5 Kapitel; zweiter Zehnter bzw. dessen Geldwert in Jerusalem zu verzehren; der Weinberg im vierten Jahr; Wegschaffung (bi'ur) des Zehnten
1.9 Traktat Challa מַסֶּכֶת חַלָּה („Erstlingskuchen“, „Teig“) j; 4 Kapitel: Teighebe (Challa): Absonderung der Erstlingsgabe vom Brotteig, nur in Israel geboten, und nur, wenn sich das ganze Volk dort eingestellt hat. Wurde aber bereits auch im Ausland befolgt, damit es nicht in Vergessenheit gerät. Die Challa wird nach dem Kneten vom Teig abgesondert. Sie besteht nur aus dem Teig einer der fünf Getreidesorten und Wasser. Die Mindestmenge, von der man eine Challa absondern muss, beträgt etwa 1.700 Gramm. Dazu spricht man eine Benediktion. Ist die Teigmenge geringer, aber mindestens 1.200 Gramm, sondert man zwar Challa ab, spricht aber in diesem Fall keine Benediktion. Die heute abgesonderte Menge entspricht der Größe einer Olive. Sie wird im Allgemeinen verbrannt. Am Schabbat und an Feiertagen wird keine Challa abgesondert. Die Absonderung der Challa ist eine Pflicht der Hausfrau. In Bäckereien, Konditoreien und öffentlichen Küchen muss ein Mann diese Aufgabe übernehmen, wenn es im ganzen Betrieb keine Frau gibt. Das Gebot über die Absonderung der Challa ist eines von drei Geboten, die nur für Frauen gelten (1. Absonderung der Challa, 2. die Nida und 3. das Lichteranzünden am Sabbatabend)
1.10 Traktat Orla מַסֶּכֶת עָרְלָה („Vorhaut“, „Unbeschnittenes“) j; 3 Kapitel: „Vorhaut“ der Bäume, Baumbeschneidung, über dreijährige Schonzeit für Baumfrüchte etc. (Lev 19,23-25 )
1.11 Traktat Bikkurim מַסֶּכֶת בִּכּוּרִים („Erstlinge“) j; 3 Kapitel: Darbringung der Erstlingsfrüchte an Schawuot; viele Mischna- und Talmudtexte fügen ein 4. Kapitel an über den Zwitter (androgynos)

## Ordnung Mo'edסֵדֶר מוֹעֵד(Festzeiten, Festtag)
2.1 Traktat Schabbat מַסֶּכֶת שַׁבָּת (Schabbat, Sabbat = „Ruhe“, „Pause“) bj*; umfasst 24 Kapitel, Vorschriften zum Schabbat
2.2 Traktat Eruvin מַסֶּכֶת עֵרוּבִין („Vermischungen“) bj; 10 Kapitel: Schabbatbereiche, Schabbatgrenzen, handelt vom Eruv (hebr. „Vereinigung“), eine Konstruktion zur Erleichterung der strengen Sabbatbestimmungen; z. B. theoretische Verbindung der privaten mit den öffentlichen Bereichen von Haus und Hof, um innerhalb eines ganzen Stadtgebietes das Tragen von Gegenständen – sonst nur im Hause erlaubt – zu ermöglichen; durch Ablegen von Speise am Ende des Sabbatwegs (2000 Ellen) gründet man einen „Wohnsitz“, von dem aus man einen weiteren Schabbatweg gehen darf; durch die fiktive Vermischung der Höfe darf man von einem Privatbereich in einen anderen tragen, nachdem in einer der Wohnungen eine aus gemeinsamen Beiträgen hergestellte Speise deponiert worden ist
2.3 Traktat Pessachim מַסֶּכֶת פְּסָחִים („Pesachlämmer“, „Pesachopfer“) bj; 10 Kapitel: handelt vom Pessach u. vom Pesachopfer; Wegschaffen des Sauerteigs; Zubereitung der ungesäuerten Brote; die bitteren Kräuter; am Rüsttag erlaubte Arbeiten; Schlachtung des Pesachlammes und seine Zubereitung; Ordnung des Pessachmahles etc.; Fol. 49 a f. verächtliche Betrachtungen über das „gemeine Volk“
2.4 Traktat Schqalim מַסֶּכֶת שְׁקָלִים („Schekel“, „Steuern“) j; 8 Kapitel: über die Tempelsteuer (halber Schekel) zur Unterhaltung des Heiligtums (2. Tempel); Opferbüchsen im Tempel, Bundeslade, Reinigung des Tempelvorhangs, Kostbarkeit des Vorhangs vor dem Heiligtum; dieser Traktat enthält nur im T. Jeruschalmi eine Gemarah
2.5 Traktat Joma מַסֶּכֶת יוֹמָא (aramäisch „der Tag“ = Versöhnungstag) bj; 8 Kapitel: handelt vom Jom Kippur; Vorbereitung des Hohenpriesters; Auslosung der beiden Böcke; drei Sündenbekenntnisse des Hohepriesters und sein dreimaliges Eintreten in das Allerheiligste; Verbote für den Versöhnungstag; wodurch versöhnt wird: Sündopfer, Schuldopfer, Tod, Versöhnungstag, Buße
2.6 Traktat Sukka מַסֶּכֶת סֻכָּה („Laubhütte“, auch Plural: Sukkot) bj; umfasst 5 Kapitel: über die Laubhütte und das Laubhüttenfest; Herstellung und Beschaffenheit der Festhütte; vom Essen und Schlafen in ihr; der Feststrauß, Lulav, Etrog; das Wasserschöpfen; die 24 Priesterabteilungen, ihre Arbeit bei den Opfern, ihr Anteil an den Opferstücken und Schaubroten
2.7 Traktat Betza bzw. Jom tov מַסֶּכֶת בֵּיצָה („Ei“, nach dem Anfangswort; (seltener) Jom tob, Festtag, genannt) bj; umfasst 5 Kapitel: über Arbeit am Schabbat und Festtag, über Sabbatspeise; Kauf von Lebensmitteln an Festtagen, Beförderung von Nahrungsmitteln, Verbot, Feuer zu machen usw.
2.8 Traktat Rosch ha-Schana מַסֶּכֶת רֹאשׁ הַשָּׁנָה (Neujahr, Neujahrsfest) bj: 4 Kapitel; 4 × Neujahr: Nissan, Elul, Tischri, Schwat; Bezeugung und Heiligung des Neumonds (hebräisch רֹֹאשׁ חֹדֶשׁ rōʾš ḥōdæš), Schofarblasen; Ordnung der Lobsprüche am Neujahrsfest: zehn Malkhijjot, Bibelverse, in denen das Königreich Gottes erwähnt wird; zehn Zikhronot, Bibelverse über das Gedenken Gottes; zehn Schofarot, Verse, in denen der Schofar erwähnt wird
2.9 Traktat Ta’anit oder Taʿanijot מַסֶּכֶת תַּעֲנֶית / מַסֶּכֶת תַּעֲנִיּוֹת („Kasteiung“, „Fasten“ / auch Plural Taanijot) bj; 4 Kapitel: Fasten, Fasttag, Fastenvorschriften u. ä.; wann beginnt man um Regen zu beten, wann um Regen zu fasten? Die siebentägigen Fasten und die dazugehörigen Gebete; an welchen Tagen kein Fasten; wann wird sonst noch gefastet; Choni der Kreiszieher (berühmte Anekdote, Choni zieht einen Kreis auf der Erde, stellt sich hinein und schwört, nicht mehr aus diesem Kreis zu weichen, bis Regen fällt, der dann auch kommt: erst zu wenig, dann zu viel, dann die richtige Menge ...); wann bricht man bei beginnendem Regen das Fasten ab; regelmäßige Gedenktage: 17. Tammuz, 9. Ab, 15. Ab
2.10 Traktat Megilla מַסֶּכֶת מְגִלָּה („Buchrolle“) bj; 4 Kapitel: Estherrolle, Schriftrollen, Schriftlesung, über die Vorlesung der Megillat Esther zu Purim, Details zum Purim-Fest und über die Auslegung der Esther-Rolle; vom Verkauf heiliger Sachen; welche Texte dürfen nicht öffentlich vorgelesen, welche dürfen nicht übersetzt werden
2.11 Traktat Moʿed Qatan מַסֶּכֶת מוֹעֵד קָטָן („Halbfeiertag“) bj; 3 Kapitel, qatan, klein, unterscheidet den Traktat Moed von der gleichnamigen Ordnung, manchmal nach dem Anfangswort auch Maschqin genannt, „man bewässert“; über die Zwischenfeiertage, Tage zwischen dem 1. und 7. Tag des Pesach- bzw. zwischen dem 1. und 8. Tag des Sukkotfestes, an denen bestimmte Arbeiten erlaubt sind. Der Traktat enthält als eine Seltenheit die wenigen poetischen Texte, die uns die Talmudim überliefert haben: verschiedene Trauerlieder profaner Natur.
2.12 Traktat Chagiga מַסֶּכֶת חֲגִיגָה („Festfeier“, „Festopfer“) bj; 3 Kapitel: die drei Wallfahrtsfeste, behandelt die Hauptpflichten an den drei Hauptfesten (schalosch regalim) Pessach, Schawuot und Sukkot (die zur Zeit des Tempelbestandes von ganz Israel in Jerusalem begangen wurden); Zwei biblische Kapitel, über die man nicht jeden belehrt: Schöpfungsgeschichte und Vision des Ezechiel; Meinungsunterschiede hinsichtlich der Smicha; die rituelle Händewaschung; 7 Stufen der Reinheit und Reinheitsvorschriften

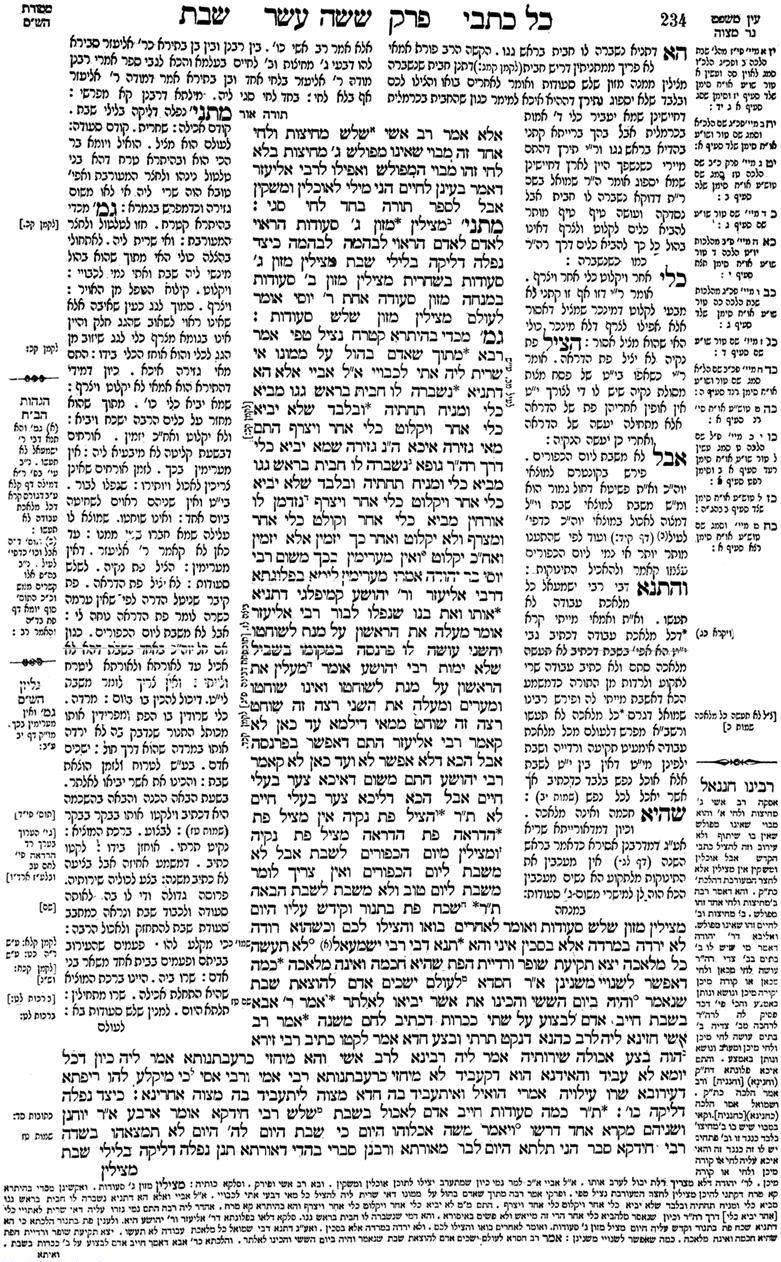
Masechet Schabbat (Traktat Schabbat)
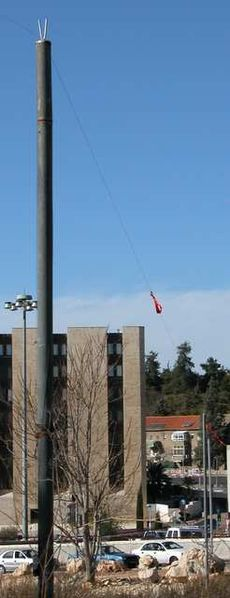
Foto von einem Abschnitt eines „Eruv“ („Sabbatzaun“) in Jerusalem.
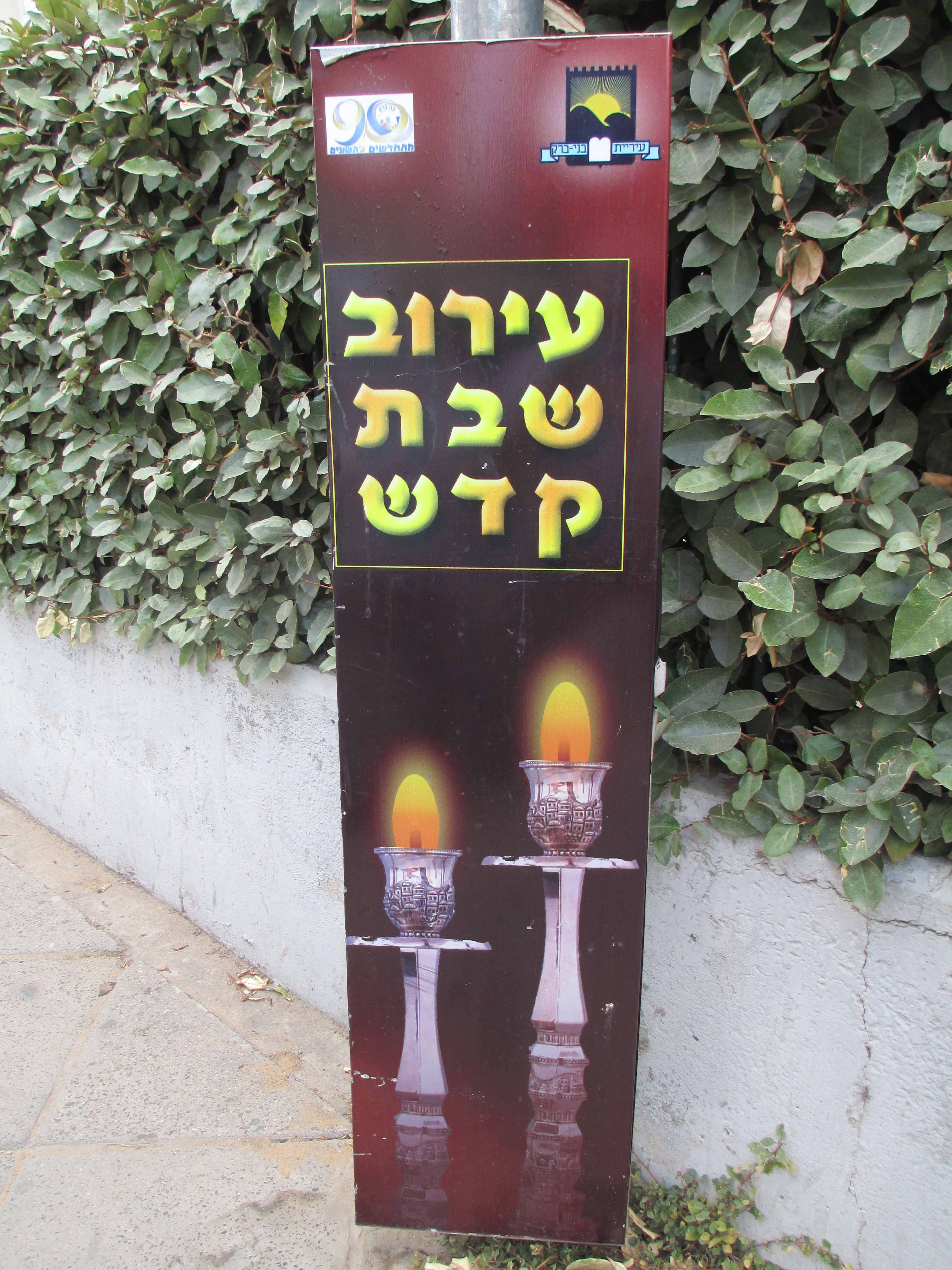
„Sabbatzaun“ Eruv Schabbat in Bnei Brak.
Halber Schekel.
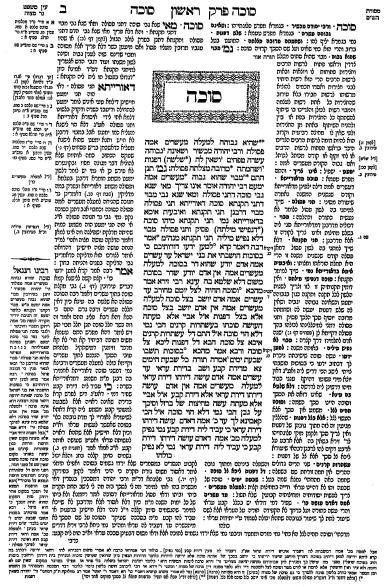
Masechet Sukka (Traktat Sukka)
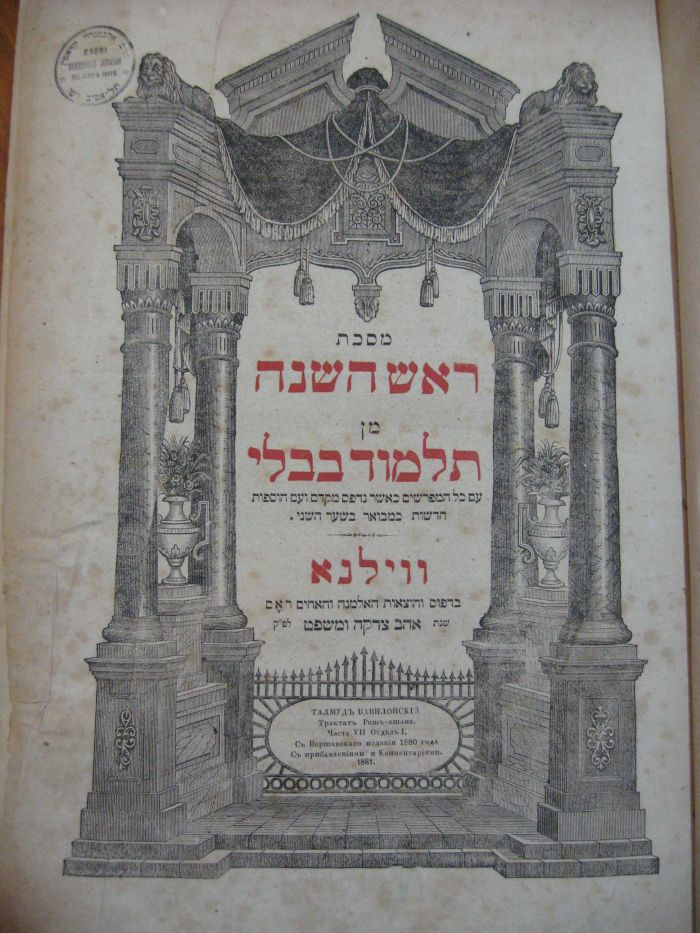
Masechet Rosch ha-Schana (Traktat Rosch ha-Schana).

## Ordnung Naschimסֵדֶר נָשִׁים(Frauen)
3.1 Traktat Jevamot מַסֶּכֶת יְבָמוֹת („Schwägerinnen“, auch vokalisiert als Javmut oder Jabmut: „Schwägerschaft“; manchmal Naschim genannt: „Frauen“; Gemara; 16 Kapitel): Leviratsehe (Jibbum: gesetzlich vorgeschriebene Ehe einer kinderlosen Witwe mit dem Bruder des verstorbenen Mannes, Dt. 25, Thema der biblischen Tamar- und Ruth-Geschichte; die Leviratsehe konnte durch Chaliza [Ḥaliẓah „Ausziehen“: nämlich des Schuhs] abgelöst werden; diese Zeremonie hat später das Levirat gänzlich ersetzt); Eheverbote; darüber hinaus Aufnahme von Ammonitern und anderen in die Gemeinde; Stellung der Proselyten; Weigerung einer Unmündigen, bei ihrem Ehemann zu bleiben; Bezeugung des Todes eines Ehemannes
3.2 Traktat Ktubbot מַסֶּכֶת כְּתוּבוֹת (Heiratsverträge, Eheurkunden; eigentlich: „das Geschriebene“, „Hochzeitsverschreibungen“) bj; 13 Kapitel: handelt über den Ehevertrag, Kidduschin, formelles Verlöbnis, bei dem der Ehevertrag (ketuba) unterschrieben wird, womit die Frau bereits rechtskräftig verheiratet ist, obwohl sie noch nicht mit dem Mann zusammenleben darf, bevor nicht die Heimführung, die tatsächliche Hochzeit (nissuin) unter der chuppa, stattgefunden hat (vgl. weiter bei Kidduschin, 3. Ordnung, 7. Traktat); Ketubba ist sowohl der Ehevertrag als auch die in ihm der Frau für den Fall der Scheidung oder des Todes des Mannes ausgesetzte Summe; weiter: über die Heirat von Jungfrauen; Strafgeld bei Vergewaltigung eines Mädchens; Pflichten des Manns und der Frau gegeneinander; Besitz der Frau; Erbrecht nach der Frau; Rechte der Witwe
3.3 Traktat Nedarim מַסֶּכֶת נְדָרִים („Gelübde“) bj; 11 Kapitel: über Gelübde [hierin das „Patriotismus-Gebot“ für den Juden, Staatstreue ist religiöse Vorschrift, ist Gesetz wie von Gott, Nedarim 28b]; Aufhebung von Gelübden; Qorban; vier von vornherein ungültige Gelübde; Notlügen; Deutung von Gelübden; welche Gelübde kann ein Gelehrter erlassen? Wer kann einer Frau oder Tochter die Gelübde aufheben, welche Gelübde?
3.4 Traktat Nasir oder Traktat Nesirut מַסֶּכֶת נָזִיר / מַסֶּכֶת נְזִירוּת („Nasiräer“) bj; 9 Kapitel, auch: Nezirut, „Nasiräergelübde“: über das Nasiräat, den Nasiräer und sein Gelübde / Asketentum zur Zeit des Tempels; Nasir = „Geweihter“, Nasiräer, der ein freiwilliges Gelübde abgelegt hat, auf eine gewisse Zeit sich des Weines zu enthalten und sein Haupthaar nicht zu scheren, sondern lang wachsen zu lassen (Nu 6); auch über Nasiräergelübde von Frauen und Sklaven
3.5 (auch: 3.6) Traktat Sota מַסֶּכֶת סוֹטָה („die Ausschweifende“, „untreu Werdende“: die des Ehebruchs verdächtige Frau) bj; 9 Kapitel; Gesetze über den Ehebruch (vgl. Nu. 5); Durchführung des Eifersuchtsordals vor dem großen Gerichtshof; Unterschiede zwischen Israeliten und Priestern in Rechten und Strafen; wann gibt man das „Eifersuchtswasser“ nicht zu trinken? Nur auf Hebräisch zu sagende Formeln; Tötung eines Kalbes durch Genickbruch, wenn ein Mörder unbekannt bleibt/nicht gefunden wird (dieser Brauch hörte später mit dem Überhandnehmen der Mordfälle auf); im Anhang: Vorzeichen des Messias
3.6 (auch: 3.5) Traktat Gittin מַסֶּכֶת גִּטִּין („Scheidebriefe“, „Scheidungsurkunden“) bj; 9 Kapitel: Scheidungsrecht (Ehescheidung, Ausstellung des Get); enthält auch die Geschichte von Kamza und Bar-Kamza zur Veranschaulichung von grundlosem Hass (ssinat chinam); einige Erläuterungen zum Schwerpunktthema: Get, Plural Gittin; Sefer keritut, der Scheidebrief des Mannes an die Frau. Die Frau muss mit der Scheidung einverstanden sein. Sie kann auch Bedingungen in Bezug auf Unterschrift und monatliche Alimentenzahlungen stellen, bevor sie die Scheidungsurkunde akzeptiert. – Aguna = „Angekettete“, eine verlassene Ehefrau, deren Ehemann sich weigert, eine religiöse Scheidung, einen Get, zu gewähren (es gab Fälle, in denen versucht wurde, den Mann durch – teils jahrelange – Haft zum Einverständnis mit der Scheidung zu zwingen). Die „Aguna“ darf nach der Halacha nicht wieder heiraten, solange der Tod des Mannes nicht erwiesen ist (ein großes Problem, z. B. bei im Kriege Verschollenen). Eine religiöse Scheidung gibt es nur mit Zustimmung des Ehemannes. Frauen ohne Get (Scheidebrief) sind aus religiöser Sicht trotz ziviler Scheidung nach wie vor an ihren Ehemann gebunden. Sie können innerhalb der Orthodoxie nicht wieder heiraten, und wenn sie es außerhalb tun, werden etwaige Kinder aus dieser Ehe nicht als legitim anerkannt. Männer können dagegen erneut heiraten, ohne dass ihnen oder möglichem Nachwuchs Konsequenzen drohen. – Mamser, Mamserim: Nachkomme(n) aus einer halachisch verbotenen Beziehung, etwa aus bestimmten blutsverwandten Beziehungen, oder das außereheliche (nicht das uneheliche) Kind einer jüdischen Frau mit einem Juden. Mamser gelten zwar als Juden, sind auch in allen rechtlichen Belangen gleichberechtigt, dürfen aber keinen Juden untadeliger Herkunft, sondern nur andere Mamser oder aber Proselyten heiraten. Auch ihre Kinder und Kindeskinder gelten für immer als Mamserim.
3.7 Traktat Qidduschin מַסֶּכֶת קִדּוּשִׁין („Antrauung“, „Verlöbnis“; wörtlich: „Heiligungen“) bj; 4 Kapitel: behandelt die Antrauung/Verlöbnis und andere Ehefragen

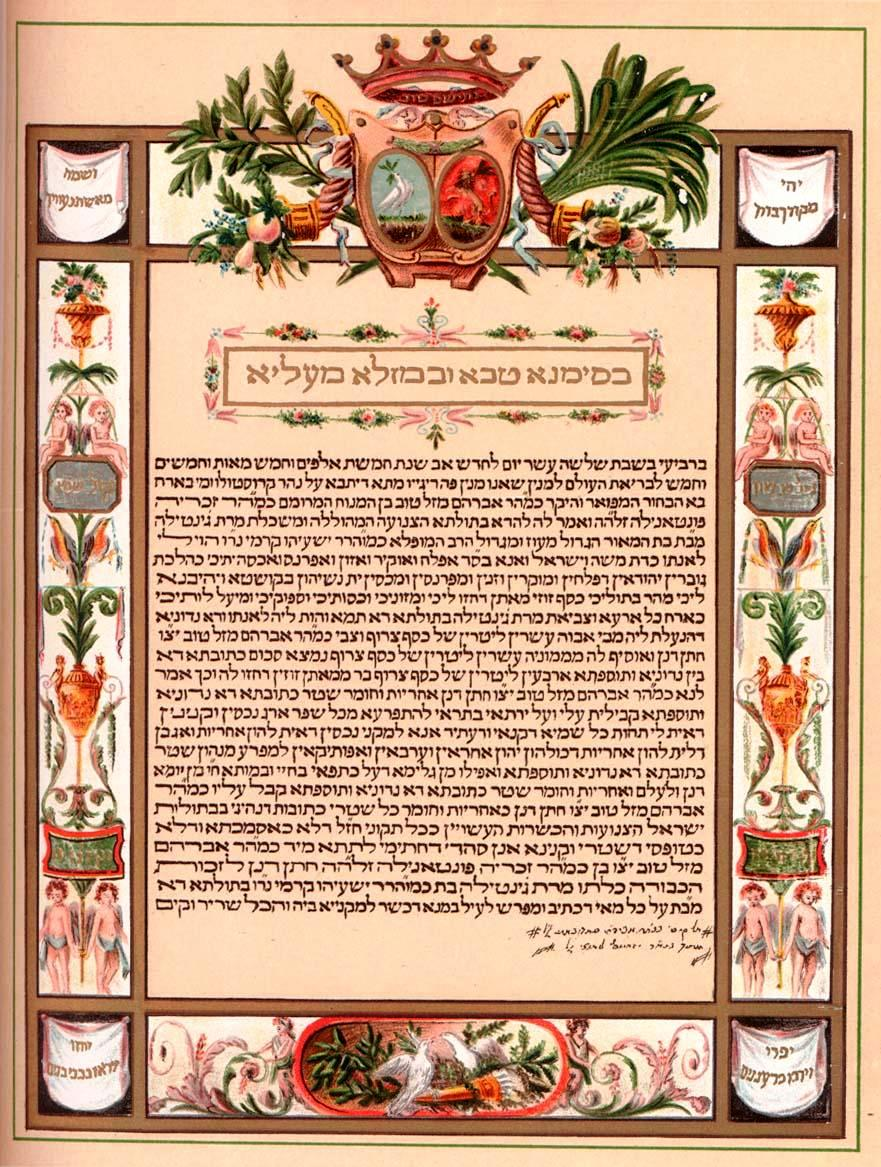
Ketubba.
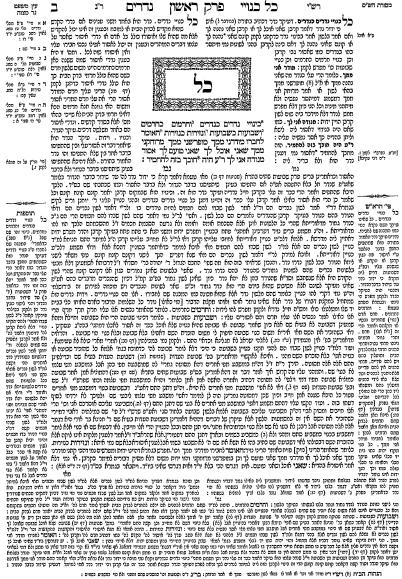
Die erste Seite bei „Masechet Nedarim“.
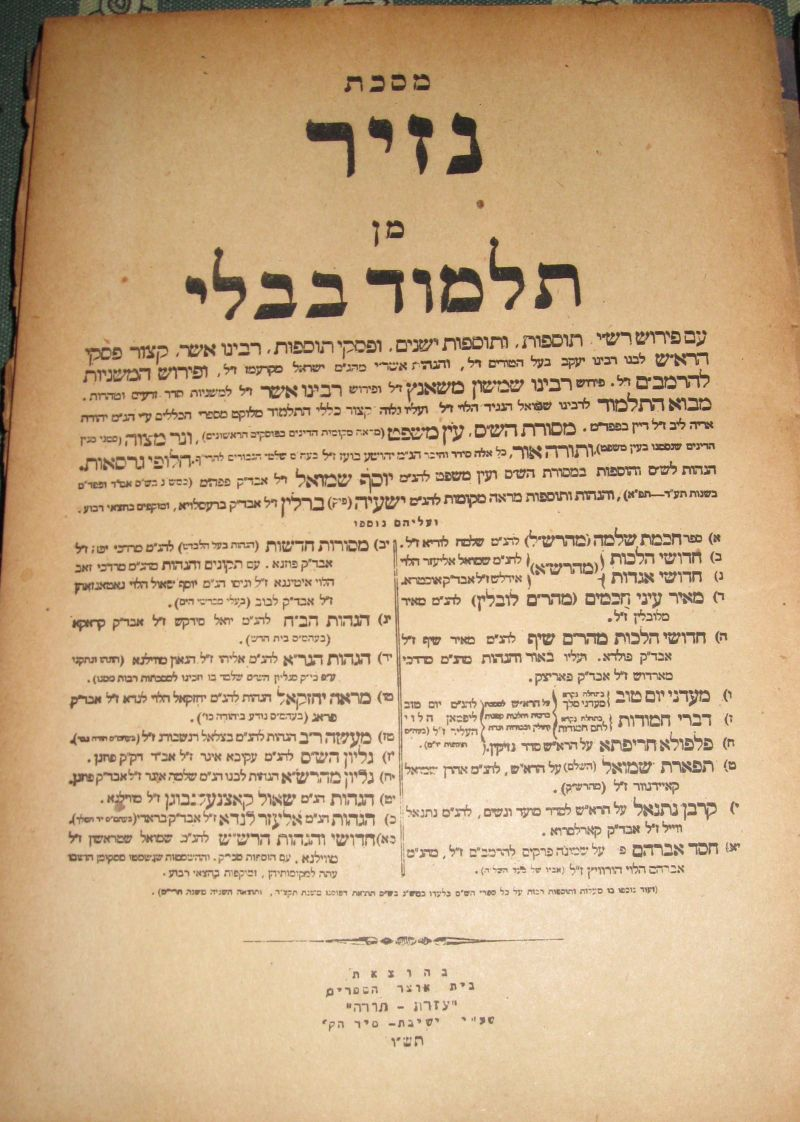
Nazir Traktat, gedruckt in Shanghai, 1946

## Ordnung Nesiqinסֵדֶר נְזִיקִין(Schädigungen)

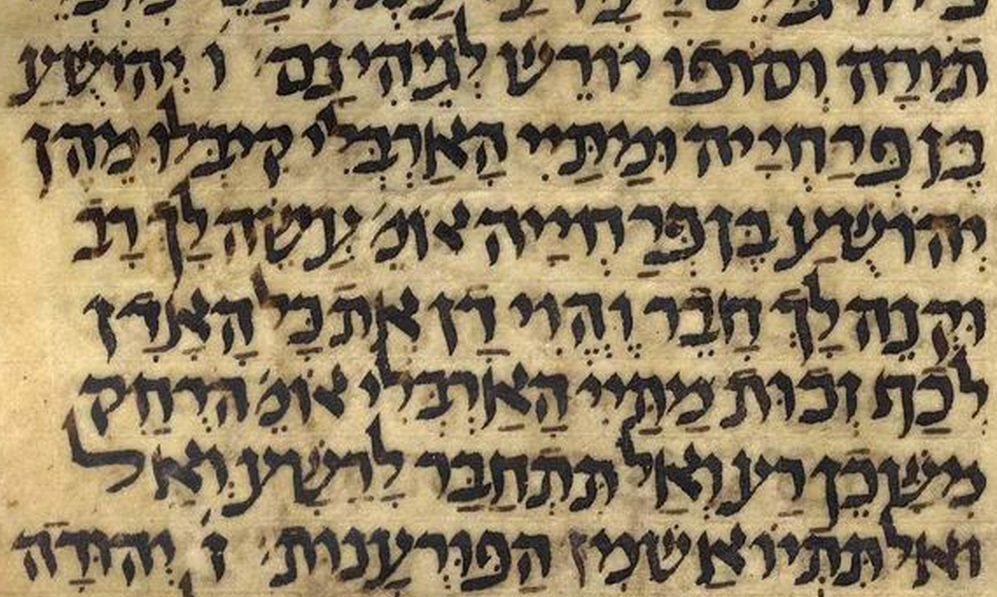
Traktat Awot

4.1 Traktat Bava qamma מַסֶּכֶת בָּבָא קַמָּא („erste Pforte“, „erstes Tor“ [des ursprünglich einheitlichen Traktats Nesiqin mit 30 Kapiteln]) bj; die drei „Pforten“ / Bavot bildeten nur einen, gleichfalls wie die Ordnung Neziqin genannten Traktat; nur wegen seiner Größe ist der Traktat schon in talmudischer Zeit dreigeteilt worden, und zwar rein mechanisch in drei „Pforten“ zu je zehn Kapiteln ohne Rücksicht auf dadurch getrenntes Zusammengehöriges; Baba qamma umfasst 10 Kapitel: Schadensrecht einschl. Diebstahl, Raub, Körperverletzung, Beschädigung durch den stoßenden Ochsen, die nicht zugedeckte Grube, durch Abweiden und Feuer; Abschätzung des Schadens, Ersatz; bedenklicher Ankauf; Abfälle, die dem Fabrikanten bzw. dem Handwerker gehören
4.2 Traktat Bava meziʿa מַסֶּכֶת בָּבָא מְצִיעָא („mittlere Pforte“, „mittleres Tor“) bj; 10 Kapitel: Fundrecht, Anvertrautes, Kauf, Verkauf, Miete, Darlehen; Pfandnehmen; Lohnforderungen; Ansprüche, die sich aus dem Einsturz eines Baus ergeben etc.
4.3 Traktat Bava batra מַסֶּכֶת בָּבָא בָּתְרָא („letzte Pforte“, „letztes Tor“) bj; 10 Kapitel: Besitzteilungsfragen, Erbschaftsrecht, Ersitzung (chazaqa); Mobilien, Immobilien (Nutzen, Verkaufen, Messen von Grundstücken), Ausstellung von Urkunden; Bürgschaft; Geschenke bei der Hochzeit; enthält auch einen Traktat über Wunder und Visionen (bT 73a-75b)
4.4 Traktat Sanhedrin מַסֶּכֶת סַנְהֶדְרִין (aus griech. synhedrion, „Gerichtshof“) bj; 10 Kapitel: Strafrecht und Gerichtswesen, Grundsätze des Glaubens; Gericht von drei Männern; kleiner Sanhedrin von 23 Mitgliedern, großer Sanhedrin von 71 Mitgliedern; Auswahl der Schiedsrichter; Zeugenschaft; wer kann weder Richter noch Zeuge sein; Unterschied zwischen Zivil- und Kriminalprozessen; Arten der Todesstrafe; der ungehorsame Sohn; der Einbrecher; der Rückfällige; Hinrichtung ohne Urteil; wer hat keinen Anteil an der kommenden Welt; der widerspenstige Lehrer (zaqen mamre) und der falsche Prophet.
4.5 Traktat Makkot מַסֶּכֶת מַכּוֹת („Schläge“) bj*; 4 Kapitel: Regelungen zur Prügelstrafe; Lohn der Gebote
4.6 Traktat Schvuʿot מַסֶּכֶת שְׁבוּעוֹת („Schwüre“, „Eide“) bj; 8 Kapitel: über das Schwören, Wichtigkeit des Eides und seine Diskussion, Arten der Eide; vier Arten der Hüter (mit oder ohne Lohn, Entlehner, Mieter)
4.7 Traktat Edujot מַסֶּכֶת עֵדֻיּוֹת („Zeugnisse“, „Bekundungen“); 8 Kapitel: Zeugenschaft, 100 Sätze älterer Autoritäten / Zeugnisse späterer Lehrer über die Sätze früherer Meister, auch Bechirta, „Auswahl“, genannt; außerdem 40 Fälle, in denen die Schammaiten erleichtern, die Hilleliten erschweren (die meisten Sätze stehen in der Mischna noch an anderer Stelle gemäß der Sachordnung)
4.8 Traktat Avoda sara מַסֶּכֶת עֲבוֹדָה זָרָה („Götzendienst“) bj; 5 Kapitel: Fremdkult, (Fernhalten vom) Götzendienst, Absonderung vom griechisch-römischen Heidentum, Umgang mit Götzendienern
4.9 Traktat Avot מַסֶּכֶת אָבוֹת („[Sprüche der] Väter“); 5 Kapitel: Der Traktat Abot, zu dem es eine Parallelsammlung in den kleinen Talmud-Traktaten gibt (die Abot de Rabbi Natan), enthält zu Beginn die tannaitische Traditionskette von Mosche an bis zum Ende der tannaitischen Zeit und im Übrigen Wahlsprüche und Maximen der Schriftgelehrten und Tannaiten, gehört sachlich also nicht in diese Rechtssammlung; er ist in der Tat erst später (um 300?) eingefügt worden; wurde dann oft im Sinne der jeweiligen Tendenzen in der jüdischen Ethik kommentiert; enthält große Weisheit; viel gelesen; volkstümlichstes Stück der Mischna; Bestandteil der Liturgie; als einziger Mischna-Traktat rein haggadisch
4.10 Traktat Horajot מַסֶּכֶת הוֹרָיוֹת („Lehren“, „Entscheidungen“) bj; 3 Kapitel: irrtümliche Entscheidungen (der Gerichtshöfe), Korrekturen der Urteile und ihre Sühne

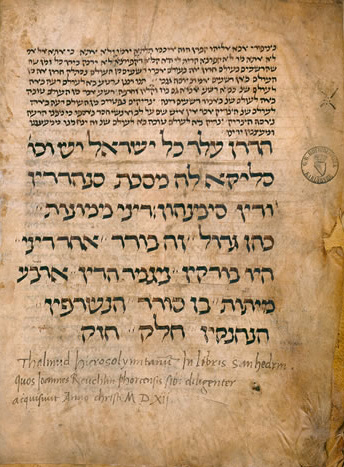
Letzte Seite des Traktates Sanhedrin des babylonischen Talmud, ca. 1400–1450

## Ordnung Qodaschimסֵדֶר קָדָשִׁים(Heilige Dinge)

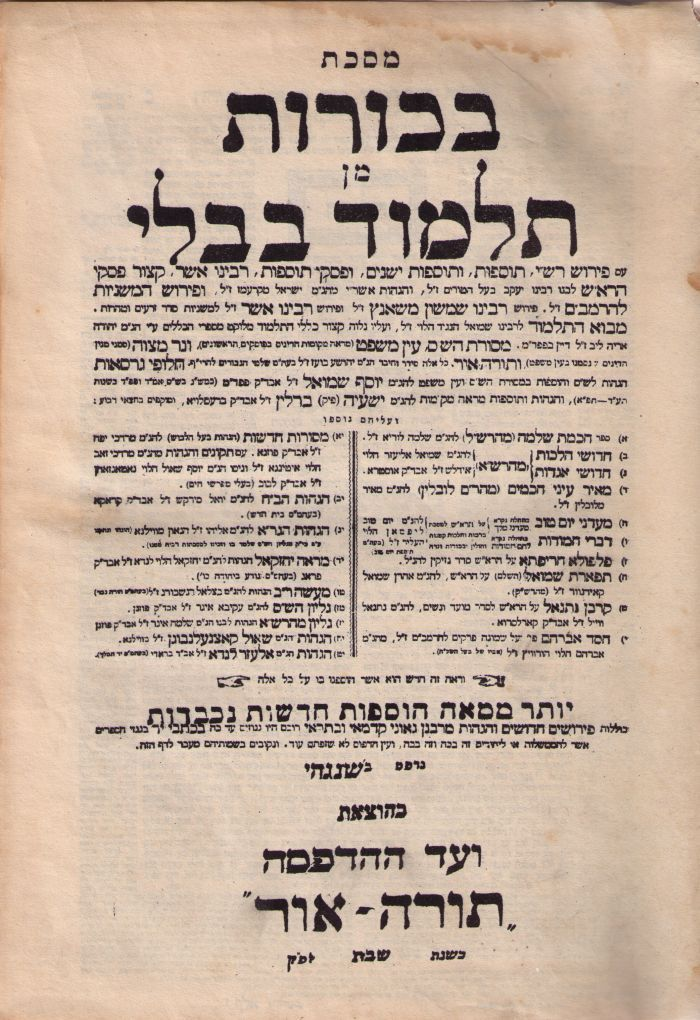
Masechet Bechorot (Traktat Bechorot) aus dem Talmud, Shanghai, 1942

5.1 Traktat Svachim מַסֶּכֶת זְבָחִים („Opferschlachtung“, Schlachtopfer, Gesetze zu den Tieropfern) b; 14 Kapitel; über die erforderliche Intention; wodurch ein Schlachtopfer untauglich wird und bei welchen Versehen es trotzdem tauglich bleibt; Blutsprengen, Vogelopfer, Vorrang von bestimmten Opfern gegenüber anderen; Reinigung der Gefäße; Anteil der Priester an den Opfern; Verbrennung von Stieren und Böcken; Geschichte der Opferstätten
5.2 Traktat Menachot מַסֶּכֶת מְנָחוֹת („Mehlopfer“, eigentlich „Gabe, Geschenk“) b; Vorschriften über die aus Mehl zubereiteten Opfer an den Tempel und die zumeist mit ihnen verbundenen Weinopfer, 13 Kapitel.
5.3 Traktat Chullin מַסֶּכֶת חֻלִּין („Profanes“ = profane Schlachtung): Schächtvorschriften, Speisevorschriften b; 12 Kapitel; Schechita; reine und unreine Tiere; nicht Fleisch in Milch kochen; Abgaben von Geschlachtetem an die Priester; Erstlinge von der Schafschur; Gesetz vom Vogelnest
5.4 Traktat Bechorot מַסֶּכֶת בְּכוֹרוֹת („Erstgeburten“) b; 9 Kapitel; Gesetze über die (männlichen) Erstgeburten von Vieh und Menschen.
5.5 Traktat Arachin מַסֶּכֶת עֲרַכין („Schätzungswert“) b; 9 Kapitel; Schätzungen von (dem Tempel) gelobten Werten; Verpflichtung des Erben; Pfändung, wenn das Äquivalent nicht bezahlt wird; Lösung des ererbten, erkauften oder verkauften Ackers; ummauerte Städte.
5.6 Traktat Tmura מַסֶּכֶת תְּמוּרָה („Vertauschung“ bzw. Temurot, „Vertauschungen“) b; 7 Kapitel; über Ersatzleistungen, Opfertiere bzw. den Umtausch derselben (Lev. 27,10)
5.7 Traktat Kritut oder Kretot מַסֶּכֶת כְּרֵיתּוֹת / מַסֶּכֶת כְּרִיתּוּת („Ausrottungen“, „Abtrennungen“) b; 6 Kapitel: behandelt die göttliche Strafe des Karet (Ausrottung), die auf vorsätzliche Verletzung der religiösen und ethischen Grundgebote steht (Sabbatentweihung, Unzucht u. a.; insges. 36 verschiedene Übertretungsfälle, wobei Vorsatz erforderlich ist); die Strafe wird als im Alter von 20–50 Jahren erfolgender „natürlicher“ Tod ohne Nachkommen gedeutet.
5.8 Traktat Meʿila מַסֶּכֶת מְעִילָה („Veruntreuung“, „Vergreifen“ [am Geheiligten]) b; 6 Kapitel Veruntreuung des Geheiligten, von Tempeleigentum; Sakrileg
5.9 Traktat Tamid מַסֶּכֶת תָּמִיד („beständig“, „täglich“): das ständige [2 × täglich] Opfer; 7, ursprünglich 6 Kapitel (spätere Unterteilung von Kapitel 6) b*; Nachtwache der Priester im Heiligtum; das Aufräumen des Altars; die verschiedenen Aufgaben der Priester; die Darbringung des Opferlamms; das Morgengebet; das Räucheropfer; der Hohepriester beim Opferdienst; der Priestersegen und die Gesänge der Leviten
5.10 Traktat Middot מַסֶּכֶת מידות („Maße“); 5 Kapitel: behandelt Maße und Einrichtung des Tempels zu Jerusalem und seiner Geräte; keine Gemarah
5.11 Traktat Qinnim מַסֶּכֶת קִנִּים („Nester“, „Vogelnester“); 3 Kapitel: über das Opfern von Tauben (Lev. 12,8 u.ö.), die arme Wöchnerinnen und Arme überhaupt bei bestimmten Verfehlungen darbringen und das auch als freiwilliges Brandopfer möglich ist; Komplikationen, wenn Vögel, die verschiedenen Personen oder zu verschiedenen Opferarten gehören, durcheinandergeraten.

## Ordnung Toharotסֵדֶר טְהָרוֹת(Reinigungen)

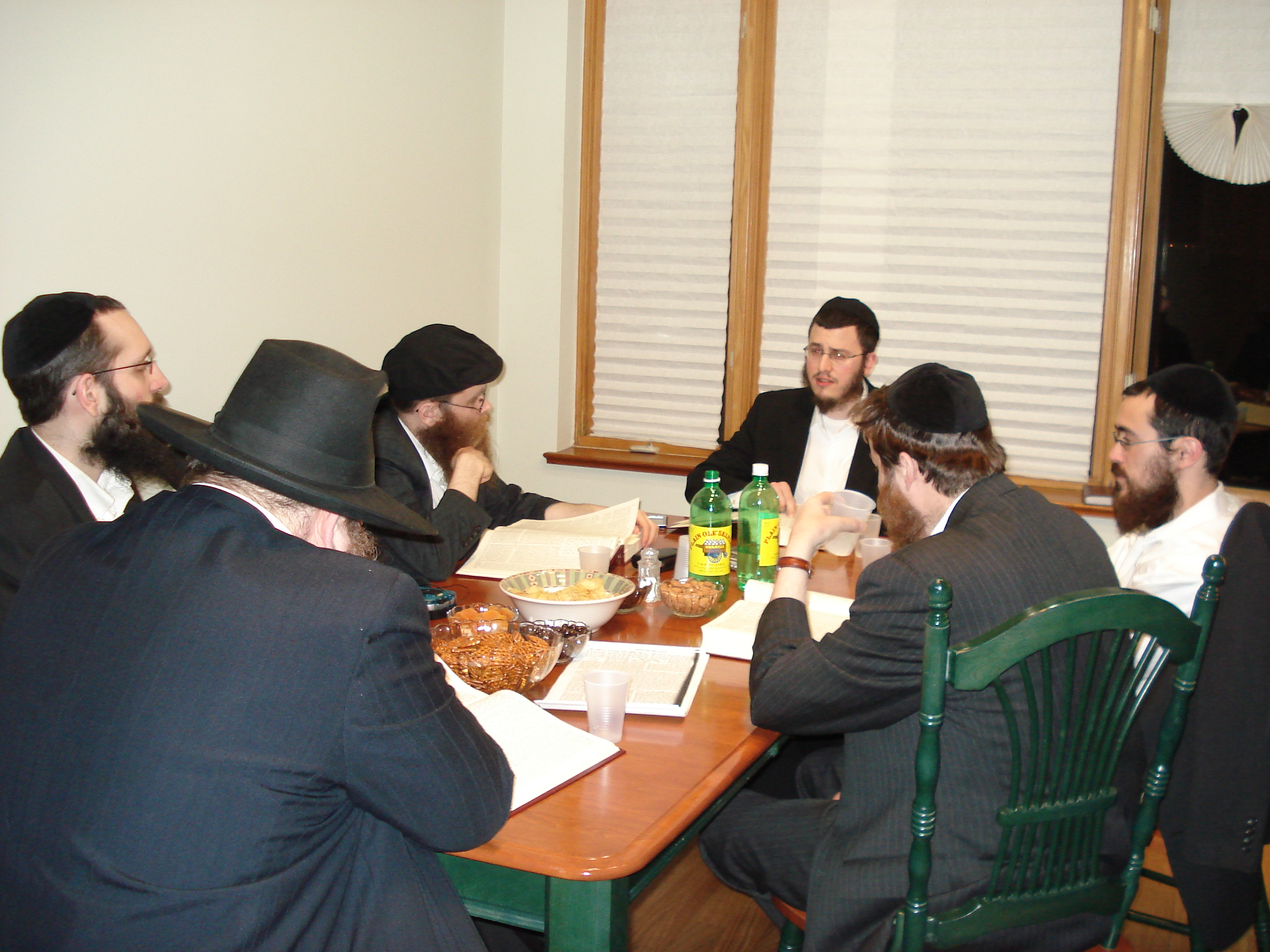
Gruppe von Kohanim die die Halachot von Tame und Tahara studieren.

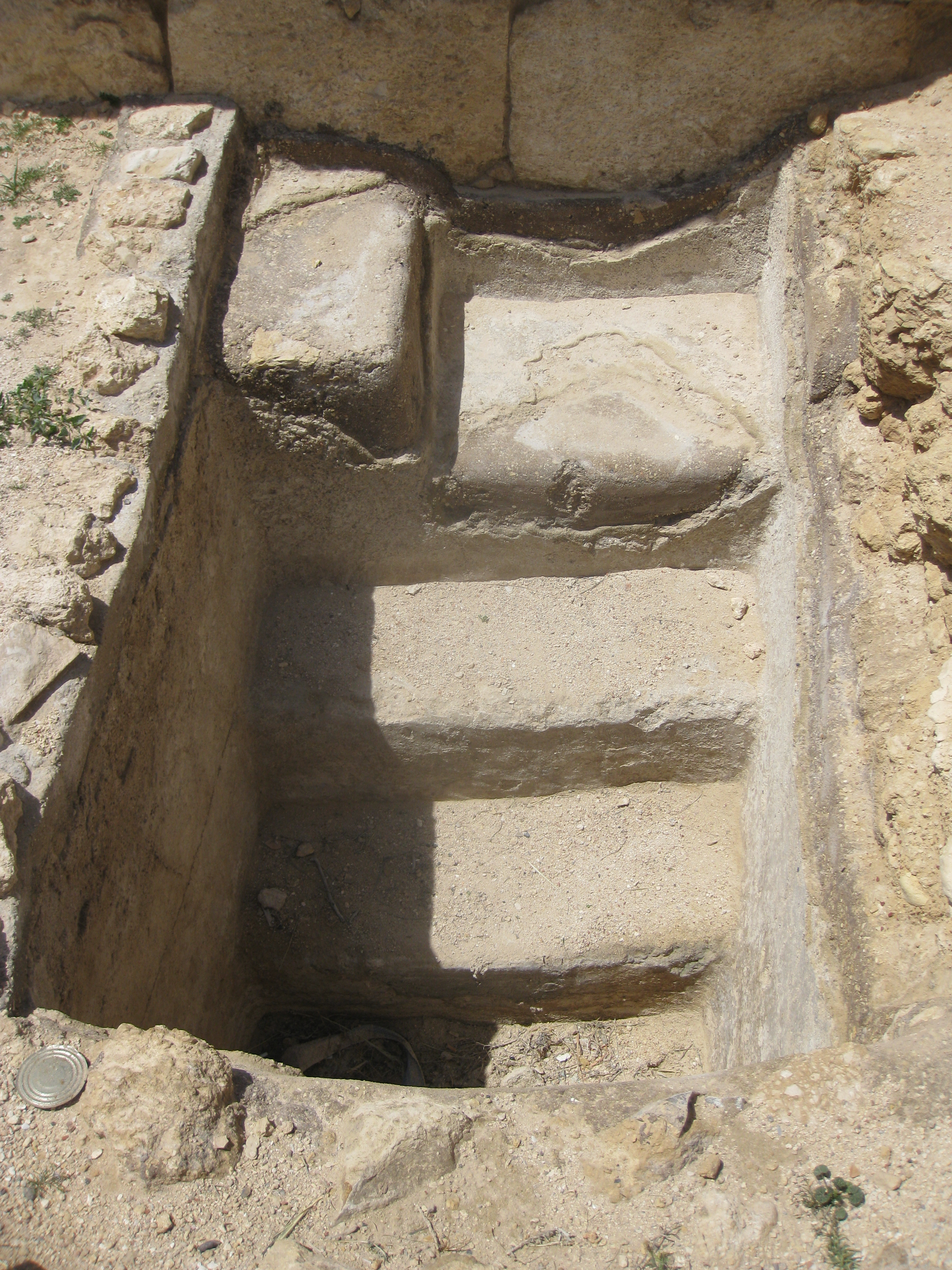
Herodium Mikwe

6.1 Traktat Kelim מַסֶּכֶת כְּלִים („Geräte“); 30 Kapitel: über die rituelle Unreinheit der Gegenstände des täglichen Gebrauchs (Geräte, Gefäße etc.)
6.2 Traktat Ohalot מַסֶּכֶת אֹהָלות („Zelte“), auch: Ahilot („Bezeltungen“), 18 Kapitel: über die Verunreinigung von Räumen, Verunreinigung durch Berührung eines Leichnams (bzw. Verunreinigung von Personen und Dingen, die sich mit dem Leichnam unter einem Dach / im selben „Zelt“ befinden); welche Öffnungen hindern bzw. fördern das Vordringen der Unreinheit? Auffinden von Leichnamen; Gebeinstätten; Häuser von Heiden
6.3 Traktat Negaʿim מַסֶּכֶת נִיגְעִים („Plagen“); 14 Kapitel: handelt von der Plage des Aussatzes = Hautkrankheiten; Aussatz bei Menschen, Kleidern, Häusern
6.4 Traktat Para מַסֶּכֶת פָּרָה („junge Kuh“); 12 Kapitel: Sühne durch die Asche einer roten Kuh (Num 19)
6.5 Traktat Toharot מַסֶּכֶת טְהֹרוֺת („Reinheiten“), euphemistisch für: Unreinheiten; umfasst 10 Kapitel: leichte Verunreinigungen bis Sonnenuntergang; nicht rituell geschlachtete Tiere (nebela); Grade der Verunreinigung durch Berührung von Unreinem; zweifelhafte Unreinheit; Verunreinigung durch Flüssigkeiten; Verunreinigung von Öl und Wein beim Pressen und Keltern
6.6 Traktat Mikwa'ot מַסֶּכֶת מִקֶוַאוֹת („Tauchbäder“); 10 Kapitel: Tauchbäder, rituelle Waschungen, über Bad und Mikwe (Tauchbad). Eine Mikwe darf nur „lebendes“ (= quellendes = Fluss-) oder in Gruben gesammeltes Regen-Wasser enthalten und muss mindestens 3 Kubik-Ellen = ca. 800 Liter Wasser umfassen; Mikwe dient auch zum Eintauchen neuer Gefäße vor dem Gebrauch.
6.7 Traktat Nidda מַסֶּכֶת נִדָּה („die Menstruierende“, „Unreinheit der Frau“) bj*: über Menstruation und Blutfluss, behandelt die Reinigungsvorschriften für die Frau.
6.8 Traktat Machschirin מַסֶּכֶת מַכְשִׁירין („Geeignetes“, „geeignet“, nämlich: unrein zu machen; umfasst 6 Kapitel): Verunreinigung durch Flüssigkeiten; auch: Maschkin / Maschqin („Flüssigkeiten“) genannt: nach Befeuchtung mit einer von sieben Flüssigkeiten können trockene Nahrungsmittel durch Berührung mit etwas Unreinem unrein werden
6.9 Traktat Zabim מַסֶּכֶת זָבִים („Die mit Samenfluss behafteten“): Ausflussbehaftete (m. + w.), über die Bestimmungen Lev. 15; umfasst 5 Kapitel; vom Zählen der sieben reinen Tage, bis der Zab wieder als rein gilt; Fragen bei der Prüfung des Ausflusses; Verunreinigung durch einen Zab (mit unreinem Ausfluss Behafteter); Vergleich mit verschiedenen Arten von Unreinheiten; Aufzählung der Dinge, die Hebe untauglich (pasul) machen
6.10 Traktat Tvul jom מַסֶּכֶת טְבוּל יוֹם („gebadet / untergetaucht [aber unrein] auf Tageszeit“; „der am selben Tag ein Tauchbad genommen hat“); 4 Kapitel: Status eines Gereinigten zwischen Tauchbad und Sonnenuntergang (so lange ist er unrein); Profanes darf er berühren; Hebe, Challa und Geheiligtes macht er jedoch untauglich / pasul, wenn auch nicht unrein; wie wirkt sich die Berührung eines Teils auf das Ganze aus?
6.11 Traktat Jadajim מַסֶּכֶת יָדַיִם („Hände“); 4 Kapitel: Unreinheit der Hände, rituelle Unreinheit, die auf die Hände begrenzt ist; Händereinigung; wodurch werden die Hände verunreinigt? Schriften, die die Hände unrein machen, d. h. zum biblischen Kanon gehören: Debatte über Hoheslied und Kohelet; das Aramäische in Esra und Daniel; Unterschiede zwischen Pharisäern und Sadduzäern
6.12 Traktat Ukzin oder Ukzim מַסֶּכֶת עֳקָצִים / מַסֶּכֶת עֻקְצִין („Stengel“, „Stiele“ [der Frucht]); 3 Kapitel: das Unreinwerden von Nebenprodukten bzw. Abfallprodukten bei Früchten; Stiele, Schalen und Kerne, die Unreinheit übertragen können.